# Peixada catarinense
A peixada catarinense é um prato da culinária brasileira típico de Santa Catarina.
Os ingredientes da peixada são postas de peixe de água salgada, suco de limão, alho, azeite de oliva, cebola, tomate, coentro, batata, sal, pimenta-do-reino e farinha de mandioca crua.